# Vanessa St. James
Vanessa St. James właściwie Vanessa Quinones (ur. 1975 w Paryżu) – francuska piosenkarka.

## Życiorys
Jako nastolatka była zafascynowana postacią Serge'a Gainsbourga. Kiedy okazało się, że w rodzinnym kraju nie może rozwijać swoich muzycznych pomysłów, wyjechała do Londynu. Tam, pod skrzydłami wytwórni Heavenly Records, wydała debiutancki longplay, zatytułowany Manifesto. Jej drugi album Another Life był utrzymany w klimacie undergroundowo/drum'n'bassowym. Wtedy piosenkarka uległa czarowi brzmienia legendarnej grupy The Velvet Underground. Zainspirowana tamtą muzyką napisała kilka piosenek dla swojego nowego zespołu The O's. Wśród nich znalazł się także cover singla Sunday Morning. Utwór wyprodukowany przez grupę włoskich producentów Phantomas/Airplane (wcześniej współpracowali między innymi z Wamdue Project, DB Boulevard, Moony) został wydany na singlu. Płyta miała premierę w listopadzie 2003 roku. 

## Dyskografia
- Manifesto (1992)
- Another Life (1998)